# Джонс, Стэн
Стэн Джонс (полное имя Стэнли Дэвид Джонс (англ. Stanley David Jones); 5 июня 1914, Дуглас, Аризона — 13 декабря 1963, Лос-Анджелес, Калифорния) — американский музыкант и автор-исполнитель песен в жанре вестерн. Наиболее известен как автор легендарной песни «Ghost riders in the sky».

## Ранняя жизнь
Джонс родился в Дугласе (штат Аризона) и вырос на ранчо. Его отец-врач был одним из первых поселенцев в аризонском округе Кочис, штат Аризона. После смерти отца мать перевезла семью в Лос-Анджелес (Калифорния). Окончив школу, Дуглас получил степень магистра зоологии в Калифорнийском университете в Беркли и участвовал в родео, чтобы заработать денег. Однако в 1934 году он бросил учёбу, чтобы присоединиться к Военно-морским силам США. После увольнения с военной службы сменил много работ, в том числе был шахтёром, пожарным и смотрителем парка.

## Музыкальная карьера
В свободное время Джонс писал песни, записав в общей сложности более 100. Его самая известная песня Ghost riders in the sky была написана в 1948 или 1949 году, когда он работал в Службе национальных парков в Долине Смерти в Калифорнии. В качестве гида для группы голливудских скаутов, которые искали потенциальные места для съёмок фильмов, он пел Riders in the Sky, когда они хотели услышать образец музыки у костра.
Работая техническим консультантом на съемках «Ходячих холмов», он подружился с режиссером Джоном Фордом, который открыл ему дорогу в Голливуд.
Джонс писал почти исключительно вестерн-музыку. Он сочинил песни для нескольких вестернов Форда и других продюсеров, включая «Искателей» и «Рио-Гранде». Также Джонс сыграл небольшие роли в нескольких вестернах.
В 1955 году Джонс начал писать для Disney Studios. Он был соавтором заглавной песни для телесериала «Шайенн», а затем написал музыку для фильма Джона Форда о гражданской войне «Кавалеристы», в котором снялся сам в роли Улисса С. Гранта в начальной сцене. Заглавная песня I Left My Love звучала на протяжении всего фильма. В следующем году он вернулся к работе в Disney Studios.
В 1956 году Джонс сыграл Уилсона Брауна, солдата Союза и машиниста локомотива, который был участником рейда Эндрюса, показанного в фильме Диснея «Крутой маршрут». В 1956 году «Десять заслуживших» Джонс появился в роли Сенеки Хоуленда, участника экспедиции Джона Уэсли Пауэлла 1869 года. Ему также приписывают написание песен Jolly Rovers и Roll Along, которые он спел в этом фильме. Последний фильм с участием Джонса, «Работа для стрелка», вышел уже после его смерти в 1964 году.
Три его песни, «(Ghost) Riders in the Sky», тема из «Искателей» и «Cowpoke», были включены членами Western Writers of America в 100 лучших песен в стиле вестерн всех времен.

## Личная жизнь
Джонс был женат дважды. У него была дочь от первой жены, но позже он отказался от всех родительских прав. Во втором браке у него родился сын.

## Смерть
Джонс умер от рака в Лос-Анджелесе в 1963 году в возрасте 49 лет. Он был похоронен на кладбище Calvary Memorial Park в своём родном городе Дуглас (Аризона).

## Признание
В 1997 году Джонс был посмертно включён в Зал славы Ассоциации вестерн-музыки.

## Фильмография
| Год  | Фильм              | Роль           | Прим.                                      |
| ---- | ------------------ | -------------- | ------------------------------------------ |
| 1950 | Рио-Гранде         | Сержант        |                                            |
| 1951 | Искатели           | Всадник        | в титрах не указан                         |
| 1952 | Последний мушкетёр | Шериф Блейк    |                                            |
| 1956 | Крутой маршрут     | Уилсон Браун   |                                            |
| 1956 | Продавец дождя     | Горожанин      | в титрах не указан                         |
| 1959 | Кавалеристы        | Улисс С. Грант | в титрах не указан                         |
| 1960 | Десять заслуживших | Сенека Хоуленд |                                            |
| 1964 | Работа для стрелка |                | В титрах не указан (последняя роль в кино) |